# Damfreden
Freden i Cambrai, slöts 1529 mellan kejsar Karl V och Frans I av Frankrike under medling av kejsarens faster Margareta av Österrike, ståthållare i Nederländerna, och Frans I:s mor, Louise av Savojen, varför den även benämnts damfreden. Frans I, som haft svåra motgångar i föregående krig, måste uppge sina italienska anspråk och avstå länsöverhögheten över Artois och Frander med fick behålla Bourgogne, som han i freden i Madrid 1526 avträtt.